# کیم میونگ-اوک
کیم میونگ-اوک (انگلیسی: Kim Myung-ok؛ زادهٔ ۱۷ سپتامبر ۱۹۷۲) بازیکن هاکی روی چمن اهل کره جنوبی بود.
از افتخارات وی میتوان به کسب مدال نقره در بازی‌های المپیک تابستانی ۱۹۹۶ اشاره‌کرد.